# Chełmski Okręg Etapowy
Chełmski Okręg Etapowy – okręg etapowy Wojska Polskiego.

## Formowanie i zmiany organizacyjne
Chełmski Okręg Etapowy powołano w marcu 1919. Obsługiwał Grupę gen. Edwarda Śmigłego-Rydza.